# الجبانة العليا

تعديل مصدري - تعديل

الجبانة العليا هي إحدى حارات حي المشنة بمدينة إب اليمنية، بلغ تعداد سكانها 2437 نسمة حسب تعداد اليمن لعام 2004.